# Anevrism de aortă abdominală
Anevrismul de aortă abdominală (AAA), cunoscut și sub numele de Triplu-A este o lărgire localizată a aortei abdominale astfel încât diametrul este mai mare de 3 cm sau mai mult de 50% mai largă decât normal.

## Simptome
În mod normal nu cauzează simptome decât la rupere. Ocazional pot apărea dureri abdominale, de spate sau la nivelul picioarelor. Anevrismele mari pot fi simțite uneori prin apăsarea pe abdomen. Ruptura poate rezulta în durere la nivelul abdomenului sau al spatelui, tensiune arterială scăzută sau o pierdere scurtă a cunoștinței.

## Cauze și diagnostic
Anevrismele de aortă abdominală apar în mod normal la persoanele de peste 50 de ani, la bărbați și la acele persoane care au avut un istoric în familie. Factorii de risc suplimentari includ fumatul, tensiunea arterială ridicată alte boli ale inimii sau vaselor de sânge. Afecțiunile genetice cu un risc crescut includ sindromul Marfan și sindromul Ehlers-Danlos. Anevrismele de aortă abdominală reprezintă cea mai comună formă de anevrism aortic. Aproximativ 85% au loc sub rinichi, iar restul fie la nivelul rinichiului, fie deasupra acestora. În Statele Unite ale Americii, se recomandă screening-ul cu ultrasunete pentru bărbații cu vârste cuprinse între 65 și 75 de ani cu un istoric de fumători. În Marea Britanie se recomandă testarea prin screening a tuturor bărbaților de peste 65 de ani. Australia nu are recomandări cu privire la screening. De îndată ce este găsit un anevrism, de regulă se efectuează ecografii periodice.

## Prevenire și tratament
Singurul mod eficient prin care boala poate fi prevenită este de a nu fuma. Alte metode de prevenire includ tratarea tensiunii arteriale ridicate, tratarea colesterolului ridicat din sânge și nefiind supraponderal(ă). De obicei, intervenția chirurgicală este recomandată atunci când diametrul unui Triplu-A se mărește până peste 5,5 cm la bărbați și 5 cm la femei. Alte motive de corecție includ prezența unor simptome și o mărire rapidă în grosime. Corecția poate fi realizată ori prin chirurgie deschisă, ori prin corecție endovasculară a anevrismului (EVAR). Prin comparație cu chirurgia deschisă, EVAR prezintă un risc mai scăzut de deces pe termen scurt și o perioadă de internare mai scăzută, dar nu poate fi mereu o opțiune. Nu pare să fie o diferență între cele două în ceea ce privește rezultatele pe termen lung. Prin EVAR există o nevoie mai mare de a repeta procedurile.

## Prognoză și epidemiologie
Triplu-A afectează între 2% și 8% dintre bărbații de peste 65 de ani. Ratele în rândul femeilor sunt de patru ori mai scăzute. La acele persoane cu anevrism mai mic decât 5,5 cm, riscul rupturii din următorul an este mai scăzut de 1%. La aceia cu un anevrism între 5,5 și 7 cm, riscul este de aproximativ 10%, în timp ce la acele persoane cu un anevrism mai mare de 7 m riscul este de aproximativ 33%. Mortalitatea în cazul rupturii este de 85% și până la 90%. Pe parcursul anului 2013, anevrismele aortice au dus la 152.000 de decese, crescând de la un număr de 100.000 în anul 1990. În Statele Unite ale Americii, Triplu-A a dus la un număr între 10.000 și 18.000 de decese în 2009.